# محمد علوی مقدم
محمد علوی مقدم (۱۳۱۱ – ۵ مهر ۱۳۹۷) استاد دانشگاه، پژوهش‌گر ادبیات فارسی و مترجم ایرانی بود. او در سال ۱۳۸۲ به‌عنوان چهرهٔ ماندگار در علوم انسانی شناخته شد.

## زندگی‌نامه
سیدمحمد علوی‌مقدم، از استادان برجستهٔ دانشکده ی ادبیات فارسی دانشگاه مشهد و دارای درجهٔ دکتر ی زبان و ادبیات فارسی از دانشگاه تهران است. وی در ۲۹ آبان سال ۱۳۱۱ شمسی در خانواده سید محمدعلی بن حاج میرزامحمد علوی، در سبزوار دیده به جهان گشود. جدش حاج میرزا محمد، از ثقات و سادات باتقوای سبزوار بود 
دکتر علوی‌مقدم تحصیلات ابتدایی خویش را در این شهر در نزد معلم فرزانه حاج شیخ حسن داورزنی، در دبستان ملی دانش و با رتبه شاگرد دومی در سطح شهرستان به پایان برد. از دیگر معلمان وی در آن زمان عباسعلی آقابابایی و  غلامحسین صدقی و حسین صدقی بودند. همزمان با تحصیلات علوم جدید، در حوزه علمیه سبزوار به تحصیل علوم اسلامی مشغول شد و علوم عربی و ادبیات و معارف اسلامی را فرا گرفت.
دکتر علوی مقدم پس از پایان دوره تحصیلات علوم قدیم و جدید، در سال ۱۳۳۱ به شغل شریف معلمی روی آورد و اولین سال تدریس خود را در روستای نامن، در ۳۵ کیلومتری غرب سبزوار، آغاز کرد و سپس به سبزوار منتقل شد و به تدریس در مدارس این شهر پرداخت. در سال ۱۳۳۶ در رشته زبان و ادبیات فارسی در دانشسرای عالی تربیت معلم تهران قبول شد و در سال ۱۳۳۹ با فارغ‌التحصیل شدن از این دانشسرا، سال‌ها در دبیرستان اسرار به تدریس ادبیات فارسی پرداخت.
در سال ۱۳۴۰ش، یکی از پنج نفری بود که در رشته دکتر ی زبان و ادبیات فارسی دانشگاه تهران پذیرفته شد.
دکتر علوی‌مقدم پس از کسب درجه دکتری در سال ۱۳۴۹ از دانشگاه تهران، به تحقیق و تدریس پرداخت و برای تدریس ادبیات فارسی، به دانشکده ادبیات و علوم انسانی دانشگاه مشهد رفت و بیش از سی و پنج سال با سمت دانشیاری و سپس استادی، در آن دانشگاه و همچنین دانشکده علوم انسانی دانشگاه تربیت معلم سبزوار به تدریس و تحقیق و پژوهش اشتغال داشت.
در دورهٔ سوم (سال ۱۳۸۲)از ایشان به عنوان چهره ماندگار رشتهٔ زبان و ادبیات فارسی تجلیل به عمل آمد.
وی در تاریخ ۵مهر ماه ۱۳۹۷دیده از جهان فروبست.

## تدریس در دانشگاه‌های خارج
دکتر علوی مقدم در سال‌های ۱۳۵۵ش. در دانشگاه‌های مصر و در سال ۱۳۶۶ش. در دانشگاه‌های اسلام‌آباد پاکستان و همچنین از سال ۱۳۷۵ تا ۱۳۷۷ش. به مدت دو سال در دانشگاه‌های سوریه و حلب، زبان و ادبیات فارسی تدریس کرده‌است.

## استادان و مربیّان
از جمله استادان او در آن زمان، می‌توان به محمدحسن شریعتمداری، محمدتقی عندلیبی خواستار که در مسجد جامع سبزوار تدریس داشت، ولی‌الله اسراری مدرس مدرسه فصیحیه ، سید فخرالدین افقهی در مسجد پامنار، و  قربانعلی شریعتی مزینانی در حوزه و حاج میرزا اسدالله فاضلی که در مدرسه فخریه تدریس می‌کردند، اشاره کرد.

## شرکت در کنگره‌ها
محمد علوی مقدم، در بیش از ۵۰ کنگره و همایش علمی داخلی و خارجی شرکت جُسته و و بالغ بر ۴۰ سخنرانی در محافل علمی و ادبی ارائه کرده و استاد راهنمای بالغ بر ۶۰ رساله دکتری و کارشناسی ارشد بوده‌است. مدتی نیز سرپرست دوره‌های تحصیلات تکمیلی دانشکده ادبیات و علوم انسانی دانشگاه فردوسی مشهد و نیز عضو شورا و هیئت ممیزه آن دانشگاه بوده‌است.
دکتر علوی مقدم عضو هیئت علمی و استاد دانشگاه فردوسی مشهد بود که در مهرماه سال ۱۳۸۲ بازنشسته شد و در همان سال از او به عنوان چهره ماندگار رشته ادبیات فارسی تجلیل به عمل آمد. وی با توجه به علاقه‌مندی به زادگاهش، در سبزوار در مقطع کارشناسی ارشد و دکتری دانشگاه آزاد اسلامی و دانشگاه تربیت معلم مشغول به تدریس دانشجویان بوده‌است.

## مشاغل و سمتهای مورد تصدی
- مربی دانشکده ادبیات دانشگاه فردوسی مشهد[۲]
- استادیار دانشکده ادبیات دانشگاه فردوسی مشهد[۳]
- دانشیار دانشکده ادبیات دانشگاه فردوسی مشهد[۴]
- استاد دانشکده ادبیات دانشگاه فردوسی مشهد[۵]
- استاد دانشکده ادبیات دانشگاه حکیم سبزواری
- رئیس بزرگترین دبیرستان سبزوار به نام دبیرستان اسرار[۶]

## نکوداشت
در سال ۱۳۸۰ همایش نکوداشتی برای محمدعلوی مقدم، در دانشگاه تربیت معلم سبزوار برگزار شد و به همین مناسبت، کتابی با عنوان «کیمیای سخن» (شامل مجموعه مقالات همایش) در ۵۱۳ صفحه منتشر شد. همچنین به پاس بیش از ۴۵ سال خدمات علمی و فرهنگی و تدریس در مراکز آموزش عالی و ترجمه و تألیف و تصحیح آثار متعدد، در سال ۱۳۸۲ به عنوان یکی از «چهره‌های ماندگار» جمهوری اسلامی انتخاب شد و مورد تقدیر قرار گرفت.
دکتر مهیار علوی‌مقدم فرزند این استاد گرانقدر است که هم‌اینک به عنوان استادیار و عضو هیئت علمی گروه زبان و ادبیات فارسی دانشگاه تربیت‌معلم سبزوار به تدریس و تحقیق و تألیف مشغول است.

### تألیفات
- در قلمرو بلاغت‌[۷]
- جلوه جمال (نمونه اعلای بلاغت قرآن)[۸]
- بررسی آیات حج در قرآن مجید[۹]
- معانی و بیان[۱۰]
- بیست مقاله[۱۱]
- تطوّر علوم بلاغت[۱۲]

### ترجمه و تصحیح
- ترجمهٔ معالم‌البیان[۱۳]
- ترجمهٔ الاشباح‌[۱۴]
- ترجمه قانونگذاری در اسلام[۱۵]
- برگزیده اخلاق ناصری‌[۱۶]
- ترجمهٔ المطوّل (بخش بیان)[۱۷]
- ترجمهٔ الاشباه و نظایر فی القرآن‌الکریم[۱۸]
- ترجمه و تصحیح الفروق فی‌اللغه‌[۱۹]
- تصحیح و تعلیق المستخلص فی ترجمان‌¬القرآن‌[۲۰]

### مقاله‌ها
- بیش از ۱۱۰ مقاله تحقیقی به فارسی دربارهٔ زبان و ادبیات فارسی و اعجاز و بلاغت قرآن و… در نشریات ایرانی، مانند: مجله دانشکده ادبیات مشهد، کیهان فرهنگی، کیهان اندیشه، مشکوه، حوزه، اندیشه حوزه، میقات، مجله وحدت اسلامی و نشریات پاکستان و تاجیکستان و چند مقاله به عربی نیز در نشریات کشورهای عربی، از جمله سوریه، اردن، مغرب، و قاهره به چاپ رسیده‌است.